# پگاترون
پگاترون کورپوریشن (به انگلیسی: Pegatron Corporation) (به چینی: 和碩聯合科技股份有限公司) یک شرکت تولید قطعات الکترونیکی تایوانی است که کارخانه‌های بزرگی در چین و دیگر نقاط جهان دارد و به‌طور عمده در زمینه طراحی، تولید، توسعه و مونتاژ به شرکت‌های برند خدمات می‌دهد و همچنین محصولات خود را نیز تحت نام تجاری خود عرضه می‌کند. محصولات اولیه پگاترون شامل نوت‌بوک، لپ‌تاپ، کامپیوترهای رومیزی، کنسول‌های بازی، پردازنده، مادربرد، کارت گرافیک، تلویزیون‌های ال‌سی‌دی و ال‌ای‌دی، گیرنده دیجیتال و همچنین محصولات ارتباطی باند پهن مانند گوشی‌های هوشمند، تبلت، فبلت، جعبه تنظیم بالا و مودم‌های کابلی و ... می‌باشد.
پگاترون بپس از فاکس‌کان بزرگترین تولیدکننده قطعات رایانه‌ای و الکترونیکی جهان است. پگاترون به شرکت‌های بزرگ و کوچک بسیاری خدمات ارائه می‌دهد که می‌توان شرکت‌هایی چون: اپل، مایکروسافت، دل، اچ‌پی، ایسوس و ... را نام برد.

## مشخصات شرکت

### عملیات
دفاتر اجرایی اصلی پگاترون و بسیاری از دارایی‌های در تایوان واقع شده‌است. از مارس ۲۰۱۰، پگاترون تا به حال در حدود ۵۶۴۶ کارمند در تایوان، ۸۹٬۵۲۱ در چین، ۲۴۰۰ در جمهوری چک داشته و در هر یک از کشورهای ایالات متحده، مکزیک و ژاپن ۲۰۰ نفر نیروی کار مستقر شده‌اند. کارخانه‌های تولیدی پگاترون در تایوان، جمهوری چک، مکزیک و چین، و مراکز خدمات به مشتریان در ایالات متحده و ژاپن است.

## انتقادات

### شرایط کار
در دسامبر ۲۰۱۴ بی‌بی‌سی در یک پژوهش که موضوع آن در رابطه با شرایط کاری نامناسب و بدرفتاری با کارمندان در کارخانه پگاترون جایی در نزدیکی شانگهای که محصولات اپل تولید می‌شوند، اعلام کرد که این شرکت کارکنان را مجبور کرده که گاه هجده روز متوالی بدون یک روز مرخصی در خط تولید شیفت‌های ۱۲ ساعته (گاهی اوقات ۱۶ ساعت) کار کنند، همچنین داشتن اضافه کاری اجباری، حقوق کم و اسکان در خوابگاه‌هایی که در هر اتاق آن ۱۲ کارگر یک اتاق تنگ با هم زندگی می‌کنند از جمله این موارد است. همچنین شماری از کارکنان پگاترون به دلیل شرایط سخت کاری در کارخانه یا درخوابگاه‌شان دست به خودکشی زده‌اند، اما شرکت‌های اپل و پگاترون ارتباط داشتن این خودکشی‌ها با شرایط کاری را رد کرده و هرگونه تخطی از قوانین کار را تکذیب کرده‌اند.